# Joseph Addai
Joseph Kwahu Duah Addai Jr. (født 3. maj 1983 i Houston, Texas, USA) er en amerikansk footballspiller, der spiller i NFL som running back. Addai er i øjeblikket foruden et hold, og er derfor free agent. Addai har spillet for Indianapolis Colts i perioden 2006-2011, og for New England Patriots i 2012.
Addai var i sin debutsæson en del af det Indianapolis Colts-hold, der vandt Super Bowl XLI efter sejr over Chicago Bears. Hans præstationer er en enkelt gang, i 2007, blevet belønnet med en udtagelse til Pro Bowl, NFL's All Star-kamp.

## Klubber
- 2006-2011: Indianapolis Colts
- 2012: New England Patriots